# 원편파
고전 전자기학에서 전자기파의 원편파 또는 원편광(Circular polarization)은 각 지점에서 파동의 전자기장이 일정한 크기를 가지며 파동 방향에 수직인 평면에서 일정한 속도로 회전하는 편광 상태이다.
전기역학에서 전기장의 세기와 방향은 전기장 벡터에 의해 정의된다. 원편파의 경우 공간의 특정 지점에서 전기장 벡터의 끝은 시간과 공간을 통해 이동하는 빛의 위상과 관련된다. 어느 순간에나 파동의 전기장 벡터는 전파 방향을 따라 배열된 나선 상의 한 지점을 나타낸다. 원편파는 두 가지 가능한 의미 중 하나로 회전할 수 있다. 즉, 전기장 벡터가 전파 방향에 대해 오른쪽 방향으로 회전하는 오른쪽 원편파(RHCP)와 왼쪽 원편파(LHCP)이다. 여기서 벡터는 왼쪽 방향으로 회전한다.
원편광은 타원편광의 제한적인 경우이다. 또 다른 특별한 경우는 이해하기 쉬운 선형편광이다. 세 가지 용어는 모두 1822년 12월 9일 프랑스 과학 아카데미에서 읽은 회고록에서 오귀스탱 프레넬에 의해 만들어졌다. 프레넬은 1821년에 아직 이름을 지정하지 않은 채 원편광의 사례를 처음으로 설명했다. 양극화 현상은 빛이 2차원 횡파처럼 행동한다는 사실의 결과로 나타났다.
원파는 두 개의 직교 전기장 성분 벡터가 동일한 크기이고 정확히 90°, 즉 1/4 파장만큼 위상이 다를 때 발생한다.

## 같이 보기
- 편광자
- 3차원 영화
- 카이랄성
- 별빛
- 파장판